# SHOUT! (宮野真守の曲)
「SHOUT!」（シャウト）は、日本の声優・歌手である宮野真守の楽曲。STYが作詞・作曲を手掛け、2016年5月11日に通算14枚目のシングルの表題曲としてキングレコードよりリリースされた。宮野が出演するテレビアニメ『カードファイト!! ヴァンガードG ストライドゲート編』（以下『ストライドゲート編』）のオープニングテーマに起用されている。

## 制作
「BREAK IT!」がスタートをテーマにした楽曲であるのに対して、「SHOUT!」は『ストライドゲート編』が様々な因縁に決着がつく物語であることを受けて、挑戦をテーマに、闘いの激しさや逆境に抗う姿を表現したロックチューンとして制作されている。
作詞・作曲に際してSTYは「新しいアプローチとしてエモーショナルなロックをやりたい」という宮野の意見を踏まえ、ダンスミュージックの音だけでなく、ミックスボイスやファルセットなどの発声法を取り入れることで技巧的な楽曲に仕上げている。
宮野は収録にあたって「マイナスからプラスに転じる力強さを表現できるように歌った」と語っている。

## ジャケット・ミュージックビデオ
ジャケットは今までとは違う見せ方をすることが意識されており、ストリートな雰囲気を出すことでタイトルが表現されている。
「SHOUT!」のミュージック・ビデオは、ヘキサゴンケージにて観客に囲まれた宮野とバンドマンが楽曲を演奏する内容になっており、後半では実際の撮影現場で録音された観客の声が使用されている。

## リリース
2016年5月11日にキングレコードより発売された。宮野のシングルとしては前作「HOW CLOSE YOU ARE」から約4ヶ月ぶりのリリースとなる。
シングルには表題曲に加えて、カップリング曲の「RINNE」と「UPSIDE DOWN」の合計3曲が収録されている。
「RINNE」は文化放送「宮野真守のRADIO SMILE」のエンディングテーマに起用されており、輪廻がテーマのストーリーを男女どちらの立場からでも解釈できる中性的な楽曲として制作されている。宮野の楽曲としては由潮が初めて作詞・作曲・編曲全てを行った曲であり、レコーディングも由潮のディレクションの下で行われている。
「UPSIDE DOWN」は「宮野真守のRADIO SMILE」のオープニングテーマに起用されているダンスチューンで、ライブで盛り上がる楽曲として「HOW CLOSE YOU ARE」の収録前から制作されることが決定していた。歌詞は、原曲の英詞や宮野が歌いたいことを由潮がメロディラインに組み込むようにして新たに書き起こしている。

## シングル収録曲
| #         | タイトル        | 作詞                           | 作曲・編曲               | 時間  |
| --------- | --------------- | ------------------------------ | ------------------------ | ----- |
| 1.        | 「SHOUT!」      | STY                            | STY                      | 3:45  |
| 2.        | 「RINNE」       | 由潮                           | 由潮                     | 4:52  |
| 3.        | 「UPSIDE DOWN」 | 由潮、Jin Nakamura、CJ VANSTON | Jin Nakamura、CJ Vanston | 4:26  |
| 合計時間: | 合計時間:       | 合計時間:                      | 合計時間:                | 13:03 |

## チャート
| チャート                                | 最高 順位 | 出典   |
| --------------------------------------- | --------- | ------ |
| 日本・オリコン 週間CDシングルランキング | 12        | [ 2 ]  |
| Billboard Japan Hot 100                 | 23        | [ 9 ]  |
| Billboard Japan Hot Animation           | 9         | [ 10 ] |
| Billboard Japan Hot Singles Sales       | 13        | [ 11 ] |